# Giambattista Volpe
Giambattista Volpe detto Rovettino (Venezia, 1620 – Venezia, 1692) è stato un compositore e direttore di coro italiano.

## Biografia
Fu allievo dello zio Giovanni Rovetta (di qui il soprannome), compositore e maestro di cappella alla Basilica di San Marco di Venezia, e in seguito di Francesco Cavalli. Divenne membro della cappella del Doge di Venezia dal 1645. Diventò primo organista della Basilica di San Marco nel 1678, quindi maestro di cappella della Cappella Marciana, dal 1690 fino alla morte, successore di Giovanni Legrenzi. Dopo la morte del Volpe l'incarico fu assegnato a Gian Domenico Partenio, principale fondatore del "Sovvegno di Santa Cecilia", importante associazione di musicisti e insegnanti di musica, della quale anche il Volpe fu tra i membri maggiori.
In qualità di compositore, passò alla storia soprattutto per le sue composizioni operistiche, in cui si distingue chiaramente l'influsso e la scuola del Cavalli. "Rovettino" fu forse il primo ad aver introdotto il recitativo accompagnato ("recitativo stromentato") in un'opera lirica, Gli amori di Apollo e di Leucotoe. A partire dall'incarico ottenuto a San Marco, scrisse anche un gran numero di composizioni sacre quali messe, salmi, e mottetti, in gran parte inediti. Scrisse anche un trattato, Il prattico al cembalo (La pratica del clavicembalo) che però è andato perduto.

## Opere

### Composizioni

#### Opere liriche scelte
- La costanza di Rosimonda, libretto di Aurelio Aureli (Teatro Santi Giovanni e Paolo di Venezia, 1659); musica perduta
- Gli amori di Apollo e di Leucotoe, opera in 3 atti, libretto di Aurelio Aureli (Teatro Santi Giovanni e Paolo di Venezia, 1663); l'unica opera sopravvissuta
- La Rosilena, libretto di Aurelio Aureli (Teatro Santi Giovanni e Paolo di Venezia, 1664); musica perduta

#### Musica sacra scelta
- Vesperi per 8 voci (Venezia, 1691); musica perduta

### Trattati didattici
- Il prattico al cembalo, testo perduto